# Arfeuille-Châtain
Arfeuille-Châtain település Franciaországban, Creuse megyében. Lakosainak száma 196 fő (2022. január 1.). Arfeuille-Châtain Bussière-Nouvelle, Mainsat, Reterre, Rougnat és Sannat községekkel határos.

## Népesség
A település népességének változása:
| Lakosok száma | 319  | 190  | 167  | 176  | 186  | 182  | 192  | 198  | 199  | 196  |
|               | 1968 | 1982 | 1990 | 2006 | 2013 | 2015 | 2017 | 2019 | 2020 | 2022 |